# Blastobasis obsoletella
Blastobasis obsoletella é uma espécie de mariposa do gênero Blastobasis pertencente à família Coleophoridae.